# Z'EV

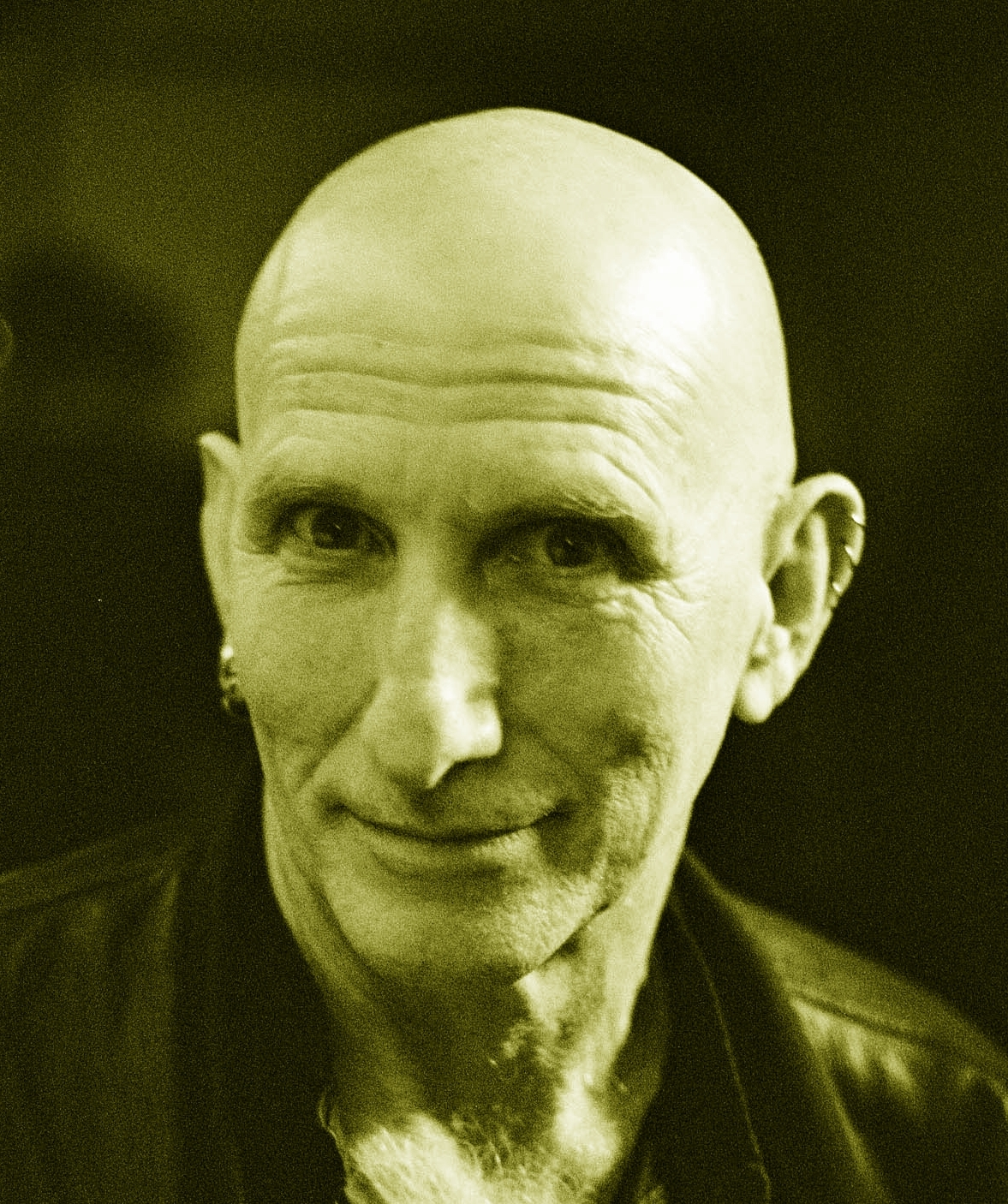
Z'EV

Z'EV, echte naam Stefan Joel Weisser (Los Angeles, 8 februari 1951 – Los Angeles, 16 december 2017) was een Amerikaans dichter en muzikant gespecialiseerd in percussie.
Z'EV geldt als een van de pioniers in de industrial muziek. Eind jaren zeventig verving hij zijn drumstel door een reeks gevonden metalen voorwerpen, welke hij ophing aan een stellage. De metalen objecten variëren van stalen cirkels, tot platen die in een vorm gebogen zijn. Zijn werk kan zowel beschouwd worden als muziek, als een vorm van performance art.
Albums van Z'EV werden uitgegeven door onder andere Tzadik Records, het label van John Zorn.
- Bibliothèque nationale de France: cb14241287k (data)
- Gemeinsame Normdatei: 1089778376
- International Standard Name Identifier: 0000 0000 7841 1775
- Library of Congress Control Number: no00002694
- MusicBrainz: 498b8068-86bd-4b56-86fe-fc95427a16b0
- Nationale Bibliotheek van Tsjechië: js20060120108
- RKD-Nederlands Instituut voor Kunstgeschiedenis: 267458
- Union List of Artist Names: 500351007
- Virtual International Authority File: 84245332
- WorldCat: E39PBJhX7bJHMtTB43q4Yy4THC